# Schweyk dans la Deuxième Guerre mondiale
Schweyk dans la Deuxième Guerre mondiale (Schweyk im zweiten Weltkrieg) est un drame écrit en 1943 par Bertolt Brecht, alors qu'il était en exil aux États-Unis. Il n'a été publié qu'en 1965.

## Argument
Schweyk tient un commerce de chiens à Prague. Il a, par son ami Baloun, des ennuis avec les forces d'occupation allemandes, et est contraint, après un court emploi à la Gestapo, de s'engager dans la Wehrmacht en réparation de son infraction. L'infraction consiste à avoir abattu le chien favori de son chef à la Gestapo et de l'avoir servi à son ami.
Au travers de cette intrigue empruntant le personnage principal des Aventures du brave soldat Švejk de Jaroslav Hašek, Brecht montre comment Hitler projette et met en œuvre l'attaque contre l'Union soviétique.

## Personnages
- Schweyk, qui tient un commerce de chiens à Prague
- Baloun, photographe et ami
- Anna Kopecka, serveuse à l'auberge Zum Kelch
- Le jeune Prochazka, un garçon boucher admirateur d'Anna Kopecka
- Brettschneider, agent de la Gestapo
- Bullinger, Scharführer dans la SS
- Le SS Müller
- Anna, une domestique
- Kati, son amie
- Der Feldkurat (l'aumônier militaire)
- Hitler
- Himmler
- Göring
- Goebbels
- Von Bock